# Puerto Napo
Puerto Napo ist eine Ortschaft und eine Parroquia rural („ländliches Kirchspiel“) im Kanton Tena der ecuadorianischen Provinz Napo. Verwaltungssitz ist Puerto Napo. Die Parroquia Puerto Napo besitzt eine Fläche von 215,47 km². Die Einwohnerzahl lag im Jahr 2010 bei 5393. Für das Jahr 2015 wurde die Bevölkerungszahl auf 6130 geschätzt. Die Parroquia Puerto Napo wurde am 14. August 1925 gegründet.

## Lage
Die Parroquia Puerto Napo liegt in der vorandinen Region am Westrand des Amazonastieflands. Die beiden Quellflüsse des Río Napo, Río Jatunyacu und Río Anzu, vereinigen sich westlich von Puerto Napo. Der Río Napo fließt im Anschluss nach Osten und passiert dabei den am nördlichen Flussufer auf einer Höhe von 430 m gelegenen Hauptort Puerto Napo. Dieser befindet sich 6,5 km südlich der Provinzhauptstadt Tena. Die Fernstraße E45 überquert bei Puerto Napo den Río Napo. Die Stichstraße E436 zweigt nach Osten ab und verläuft entlang dem Südufer des Río Napo in Richtung Puerto Misahuallí und zum Provinzflughafen. Im Südosten durchqueren die Flüsse Río Shalcana, Río Puni und Río Arajuno das Gebiet.
Die Parroquia Puerto Napo grenzt im Osten an die Parroquia Puerto Misahuallí, im Südosten an die Parroquia Ahuano und im Süden an die Parroquias Arajuno (Kanton Arajuno, Provinz Pastaza), Santa Clara (Kanton Santa Clara, Provinz Pastaza) und an den Kanton Carlos Julio Arosemena Tola. Im Westen grenzt die Parroquia Puerto Napo an die Parroquias Tálag und Pano sowie im Norden an Tena.